# Alexandre Vassilievitch Kotchoubeï
Pour les autres membres de la famille, voir Famille Kotchoubeï.
Alexandre Vassilievitch Kotchoubeï (en alphabet cyrillique : Александр Васильевич Кочубей), né le 3 septembre 1788, mort le 7 mars 1866, est un membre du Conseil privé (1849), sénateur (1831), membre du Conseil d'État de 1846 à 1866.

## Famille
Troisième fils du major-général Vassili Vassilievitch Kotchoubeï (1756-1800) et de son épouse Ielena Vassilievna Toumanskaïa (1762-1836). Frère de Demian Vassilievitch, Vassili Vassilievitch, d'Arkadi Vassilievitch (1790-1878) et de Ielena Vassilievna Kotchoubeï (1793-1863).

## Biographie
Alexandre Vassilievitch Kotchoubeï eut pour ascendant Küçük, un bey tartare de Crimée. Né dans une famille ukrainienne, propriétaire de domaines à Gloukhovski (oblast de Tchernihiv)

### Enfance
Alexandre Vassilievitch Kotchoubeï étudia au domicile de ses parents situé dans le petit village de Iaroslavets (comté de Gloukohovski) (oblast de Tchernigov). Viktor Pavlovitch Kotchoubeï choisit pour diriger les études de ses neveux l'abbé Froment. Comme ses frères aînés et avec son jeune frère Arkadia Vassilievitch, Alexandre poursuivit ses études à l'école Abbé Nikolia (l'abbé Dominique Charles Nicolas, l'un des fondateurs du Lycée Richelieu d'Odessa), une institution réservée à la noblesse.

### Carrière dans la fonction publique

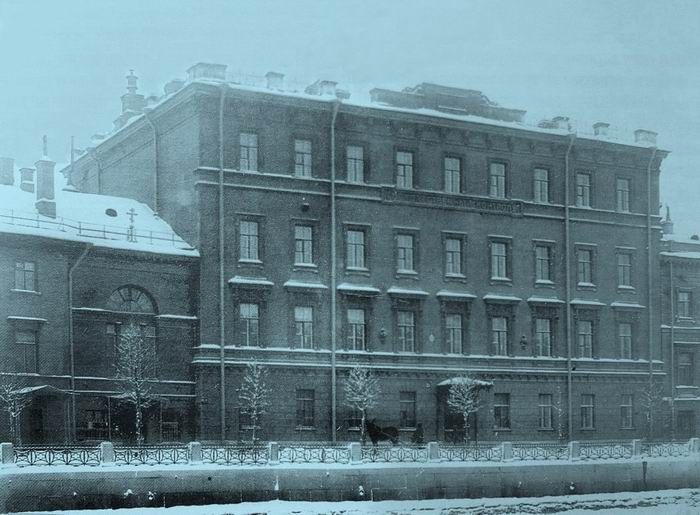
Bâtiment de Bureau de contrôle de l'Empire russe, 76, quai de la Moïka à Saint-Pétersbourg en 1914.

En 1802, Alexandre Vassilievitch commença sa carrière dans la fonction publique, après avoir servi comme cadet au Collège des Affaires étrangères (autorité de contrôle central pour la gestion des relations de la Russie avec les pays étrangers créée en 1718). De 1812 à 1815, il occupa un poste au Bureau de Contrôle de l'État de l'Empire russe. De 1815 à 1819, Alexandre Vassilievitch occupa une fonction au Ministère de la Justice de l'Empire russe. En 1819, il fut nommé Procureur en chef à la direction du 2e et 3e Départements de l'administration du Sénat (fondé par Pierre Ier de Russie en 1711, au XIXe siècle, il exerça des responsabilités de supervision sur les institutions publiques). En 1831, il fut nommé sénateur. En 1846, il fut admis à siéger au Conseil d'État. En sa qualité de conseiller d'État, il apporta son soutien aux grandes réformes entreprises par Alexandre II de Russie entre 1860 et 1870.
Contrairement à Viktor Pavlovitch Kotchoubeï, son oncle, au cours de sa vie professionnelle Alexandre Vassilievitch Kotchoubeï n'occupa aucune haute fonction politique. Néanmoins sa vie professionnelle et familiale fut particulièrement riche. Il fut un humaniste, toujours à l'écoute de chaque individu. Dans sa vie privée, il fut une personnalité dotée d'une grande douceur. Son frère Arkadia Vassilievitch écrivit dans ses Mémoires : « Il était le plus doux, le plus sensible »
Grand érudit dans les domaines de l'art, de la littérature et des sciences, Alexandre Vassilievitch compta parmi ses amis le poète russe Alexandre Sergueïevitch Pouchkine. En 1859, avec d'autres membres de la famille Kotchoubeï, il donna son approbation quant aux décors et la musique de l'opéra Mazeppa adapté du poème épique Poltava d'Alexandre Pouchkine créé au théâtre du Bolchoï à Saint-Pétersbourg en 1859.

## Décès
Alexandre Vassilievitch Kotchoubeï est mort le 7 mars 1866.